# Campionati europei di pattinaggio di velocità 2019 - Allround femminile
Il concorso Allround femminile dei Campionati europei di pattinaggio di velocità 2019 si è svolto l'11 e 12 gennaio 2019 presso l'Arena Ritten di Collalbo, in Italia.

## Risultati

### 500 metri
| Class | Pattinatrice           | Nazione     | Tempo      | Ritardo | Punti  |
| ----- | ---------------------- | ----------- | ---------- | ------- | ------ |
| 1     | Antoinette de Jong     | Paesi Bassi | 39.19      |         | 39.190 |
| 2     | Elizaveta Kazelina     | Russia      | 39.26      | +0.07   | 39.260 |
| 3     | Francesca Lollobrigida | Italia      | 39.56 (PR) | +0.37   | 39.560 |
| 4     | Ireen Wüst             | Paesi Bassi | 39.72      | +0.53   | 39.720 |
| 5     | Nikola Zdráhalová      | Rep. Ceca   | 40.04      | +0.85   | 40.040 |
| 6     | Ida Njåtun             | Norvegia    | 40.46      | +1.27   | 40.460 |
| 7     | Evgeniia Lalenkova     | Russia      | 40.65      | +1.46   | 40.650 |
| 8     | Ragne Wiklund          | Norvegia    | 40.68      | +1.49   | 40.680 |
| 9     | Natalya Voronina       | Russia      | 40.76      | +1.57   | 40.760 |
| 10    | Carlijn Achtereekte    | Paesi Bassi | 40.91      | +1.72   | 40.910 |
| 11    | Martina Sáblíková      | Rep. Ceca   | 40.95      | +1.76   | 40.950 |
| 12    | Roxanne Dufter         | Germania    | 41.07      | +1.88   | 41.070 |
| 13    | Sofie Karoline Haugen  | Norvegia    | 41.41      | +2.22   | 41.410 |
| 14    | Michelle Uhrig         | Germania    | 41.43      | +2.24   | 41.430 |
| 15    | Karolina Gąsecka       | Polonia     | 41.53      | +2.34   | 41.530 |
| 16    | Saskia Alusalu         | Estonia     | 41.91      | +2.72   | 41.910 |

### 1500 metri
| Class | Pattinatrice           | Nazione     | Tempo   | Ritardo | Punti  |
| ----- | ---------------------- | ----------- | ------- | ------- | ------ |
| 1     | Antoinette de Jong     | Paesi Bassi | 1:57.03 |         | 39.010 |
| 2     | Francesca Lollobrigida | Italia      | 1:57.99 | +0.96   | 39.330 |
| 3     | Martina Sáblíková      | Rep. Ceca   | 1:58.07 | +1.04   | 39.356 |
| 4     | Elizaveta Kazelina     | Russia      | 1:58.65 | +1.62   | 39.550 |
| 5     | Ireen Wüst             | Paesi Bassi | 1:58.80 | +1.77   | 39.600 |
| 6     | Evgeniia Lalenkova     | Russia      | 1:58.90 | +1.87   | 39.633 |
| 7     | Natalya Voronina       | Russia      | 2:00.12 | +3.09   | 40.040 |
| 8     | Ida Njåtun             | Norvegia    | 2:00.15 | +3.12   | 40.050 |
| 9     | Ragne Wiklund          | Norvegia    | 2:00.47 | +3.44   | 40.156 |
| 10    | Carlijn Achtereekte    | Paesi Bassi | 2:00.64 | +3.61   | 40.213 |
| 11    | Roxanne Dufter         | Germania    | 2:00.72 | +3.69   | 40.240 |
| 12    | Nikola Zdráhalová      | Rep. Ceca   | 2:01.44 | +4.41   | 40.480 |
| 13    | Sofie Karoline Haugen  | Norvegia    | 2:04.94 | +7.91   | 41.646 |
| 14    | Michelle Uhrig         | Germania    | 2:05.57 | +8.54   | 41.856 |
| 15    | Saskia Alusalu         | Estonia     | 2:05.76 | +8.73   | 41.920 |
| 16    | Karolina Gąsecka       | Polonia     | 2:06.72 | +9.69   | 42.240 |

### 3000 metri
| Rank | Skater                 | Nat.        | Time    | Behind | Points |
| ---- | ---------------------- | ----------- | ------- | ------ | ------ |
| 1    | Antoinette de Jong     | Paesi Bassi | 4:08.07 |        | 41.345 |
| 2    | Martina Sáblíková      | Rep. Ceca   | 4:08.22 | +0.15  | 41.370 |
| 3    | Francesca Lollobrigida | Italia      | 4:11.28 | +3.21  | 41.880 |
| 4    | Natalya Voronina       | Russia      | 4:11.30 | +3.23  | 41.883 |
| 5    | Carlijn Achtereekte    | Paesi Bassi | 4:11.93 | +3.86  | 41.988 |
| 6    | Evgeniia Lalenkova     | Russia      | 4:14.15 | +6.08  | 42.358 |
| 7    | Ireen Wüst             | Paesi Bassi | 4:14.61 | +6.54  | 42.435 |
| 8    | Roxanne Dufter         | Germania    | 4:19.28 | +11.21 | 43.213 |
| 9    | Ida Njåtun             | Norvegia    | 4:19.49 | +11.42 | 43.248 |
| 10   | Ragne Wiklund          | Norvegia    | 4:20.33 | +12.26 | 43.388 |
| 11   | Saskia Alusalu         | Estonia     | 4:22.20 | +14.13 | 43.700 |
| 12   | Elizaveta Kazelina     | Russia      | 4:23.18 | +15.11 | 43.863 |
| 13   | Nikola Zdráhalová      | Rep. Ceca   | 4:25.76 | +17.69 | 44.293 |
| 14   | Sofie Karoline Haugen  | Norvegia    | 4:28.42 | +20.35 | 44.736 |
| 15   | Karolina Gąsecka       | Polonia     | 4:31.38 | +23.31 | 45.230 |
| 16   | Michelle Uhrig         | Germania    | 4:32.50 | +24.43 | 45.416 |

### 5000 metri
| Class | Pattinatrice           | Nazione     | Tempo   | Ritardo | Punti  |
| ----- | ---------------------- | ----------- | ------- | ------- | ------ |
| 1     | Martina Sáblíková      | Rep. Ceca   | 7:03.88 |         | 42.388 |
| 2     | Antoinette de Jong     | Paesi Bassi | 7:13.73 | +9.85   | 43.373 |
| 3     | Carlijn Achtereekte    | Paesi Bassi | 7:15.31 | +11.43  | 43.531 |
| 4     | Natalya Voronina       | Russia      | 7:15.86 | +11.98  | 43.586 |
| 5     | Evgeniia Lalenkova     | Russia      | 7:21.59 | +17.71  | 44.159 |
| 6     | Francesca Lollobrigida | Italia      | 7:21.67 | +17.79  | 44.167 |
| 7     | Ireen Wüst             | Paesi Bassi | 7:22.99 | +19.11  | 44.299 |
| 8     | Roxanne Dufter         | Germania    | 7:30.96 | +27.08  | 45.096 |

## Classifica finale
| Class   | Pattinatrice           | Nazione     | 500 m      | 3000 m       | 1500 m       | 5000 m      | Punti   | Distacco |
| ------- | ---------------------- | ----------- | ---------- | ------------ | ------------ | ----------- | ------- | -------- |
| Oro     | Antoinette de Jong     | Paesi Bassi | 39.19 (1)  | 4:08.07 (1)  | 1:57.03 (1)  | 7:13.73 (2) | 162.918 |          |
| Argento | Martina Sáblíková      | Rep. Ceca   | 40.95 (11) | 4:08.22 (2)  | 1:58.07 (3)  | 7:03.88 (1) | 164.064 | +1.15    |
| Bronzo  | Francesca Lollobrigida | Italia      | 39.56 (3)  | 4:11.28 (3)  | 1:57.99 (2)  | 7:21.67 (6) | 164.937 | +2.02    |
| 4       | Ireen Wüst             | Paesi Bassi | 39.72 (4)  | 4:14.61 (7)  | 1:58.80 (5)  | 7:22.99 (7) | 166.054 | +3.14    |
| 5       | Natalya Voronina       | Russia      | 40.76 (9)  | 4:11.30 (4)  | 2:00.12 (7)  | 7:15.86 (4) | 166.269 | +3.36    |
| 6       | Carlijn Achtereekte    | Paesi Bassi | 40.91 (10) | 4:11.93 (5)  | 2:00.64 (10) | 7:15.31 (3) | 166.642 | +3.73    |
| 7       | Evgeniia Lalenkova     | Russia      | 40.65 (7)  | 4:14.15 (6)  | 1:58.90 (6)  | 7:21.59 (5) | 166.800 | +3.89    |
| 8       | Roxanne Dufter         | Germania    | 41.07 (12) | 4:19.28 (8)  | 2:00.72 (11) | 7:30.96 (8) | 169.619 | +6.71    |
| 9       | Elizaveta Kazelina     | Russia      | 39.26 (2)  | 4:23.18 (12) | 1:58.65 (4)  |             | 122.673 |          |
| 10      | Ida Njåtun             | Norvegia    | 40.46 (6)  | 4:19.49 (9)  | 2:00.15 (8)  |             | 123.758 |          |
| 11      | Ragne Wiklund          | Norvegia    | 40.68 (8)  | 4:20.33 (10) | 2:00.47 (9)  |             | 124.224 |          |
| 12      | Nikola Zdráhalová      | Rep. Ceca   | 40.04 (5)  | 4:25.76 (13) | 2:01.44 (12) |             | 124.813 |          |
| 13      | Saskia Alusalu         | Estonia     | 41.91 (16) | 4:22.20 (11) | 2:05.76 (15) |             | 127.530 |          |
| 14      | Sofie Karoline Haugen  | Norvegia    | 41.41 (13) | 4:28.42 (14) | 2:04.94 (13) |             | 127.792 |          |
| 15      | Michelle Uhrig         | Germania    | 41.43 (14) | 4:32.50 (16) | 2:05.57 (14) |             | 128.702 |          |
| 16      | Karolina Gąsecka       | Polonia     | 41.53 (15) | 4:31.38 (15) | 2:06.72 (16) |             | 129.000 |          |